# H'El on Earth
"H'El on Earth" es una historia publicada por DC Comics relacionada con Superman. Escrita principalmente por Scott Lobdell, detalla la aparición de H'El, un kryptoniano misterioso.

## Descripción
La trama de "H'El on Earth" sigue el plan de H'El para restaurar Krypton y los intentos de la familia de Superman para detenerlo.
La historia comienza después del encuentro de Superman con el conquistador extraterrestre Helspont. Él se involucra en un régimen de entrenamiento organizado por la Dr. Shay Veritas (consultora científica de Superman) para que pueda aumentar su poder en casos de futuros retornos de Helspont. Después de unas semanas de ejercicio en el Bloque (complejo científico de la Dr. Veritas) Superman regresa a Metrópolis para que pueda reanudar su vida como Clark Kent. Al darse cuenta de que Morgan Edge está manipulando los artículos con el fin de aumentar su poder e influencia sobre la producción de medios de Metrópolis, Clark abandona el Daily Planet. Más tarde, Superman descubre un dragón misterioso alienígena que ataca Metropolis. Después de una larga pelea que conduce a Irlanda, Superman mata al dragón en una explosión. Pero en ese momento, Kara aparece frente a Superman, diciéndole que la criatura que mató era un animal de Krypton. Ella dice que si un animal es de Krypton y está en la Tierra, entonces eso significa que Krypton debe estar todavía con vida. Un desconocido kryptoniano llamado H'El los observa desde la distancia.
Mientras tanto, Superboy se reajusta a su vida en la ciudad de Nueva York después de pasar algún tiempo con los Ravagers. Entonces, su compañero adolescente Titan Bunker, trata de convencer a Kon-El de vivir entre los otros Titanes, después, Kon lo acompaña a la calle, donde Superboy es atacado por H'El. Como clones fueron prohibidos por las autoridades de Krypton, H'El cree que Superboy es una abominación. Como Superboy y H'El comienzan una pelea, Bunker llama a Wonder Girl, Kid Flash, y a Solstice para obtener ayuda. H'El es claramente superior en poder, pues vence a la telequinesis de Superboy. Sin ningún esfuerzo derrota a los Titanes, H'El se teletransporta con un Superboy inconsciente. H'El cree que Superboy es un híbrido con ADN de Krypton y humano, por lo cual, lo considera útil en su plan.
Superman y Supergirl toman el cuerpo del animal de Krypton, identificado como un trípode Curosiananium, por la Dr. Veritas. Más tarde Supergirl regresa a su base de Krypton, el Santuario, creado por su padre para servir como su refugio (al igual que la Fortaleza de la Soledad). Al quedarse dormida durante un tiempo, se despierta en la superficie del Sol, con H'El de pie a su lado. Después, regresan a la Tierra y H'El le explica que él fue enviado a la Tierra por su tío, Jor-El, antes de la destrucción de Krypton. Él le ofrece la oportunidad de llevar a Krypton de nuevo a la vida, y como muestra de su sinceridad, él le muestra el cuerpo inconsciente de Superboy, dando a Supergirl la oportunidad de decidir su destino. Necesitando un poco de tiempo para pensar, Supergirl prefiere hablar con su primo en primer lugar, por lo que H'El le da la capacidad de entender el lenguaje humano y la transporta a Metrópolis. Sin embargo, ella interrumpe en una conversación entre Clark y Lois Lane.
Lois visita a Clark en su apartamento, donde hablan sobre la reciente salida de Clark del Daily Planet y Lois decide irse a vivir con Jonathan Carroll. En ese momento, Clark recibe la visita de Supergirl. Para evitar un momento incómodo, Clark consigue que Lois se fuera del apartamento. Más tarde, Superman y Supergirl van al Parque Centenario de Metropolis. Supergirl revela que ella ha encontrado a otro kryptoniano, llamado H'El, que se presenta frente a Superman. H'El expresa su plan para salvar a Krypton y le muestra a Superman el cuerpo inconsciente de su clon, Superboy. H'El trata de matar a Superboy, pero Superman lo detiene, y los dos comienzan una pelea. Superboy y Supergirl hacen un intento de intervenir, pero H'El brutalmente los derrota. H'El incluso utiliza ilusiones mentales para hacer creer a Supergirl que Superman la atacó. Después de derrotar a Superman, H'El deja Metropolis, pero no antes de afirmar que él salvará a Krypton con la ayuda de Kara, no importando qué precio tenga que pagar la Tierra.
Superman lleva a Superboy herido a la Fortaleza de la Soledad con el fin de ayudarle a recuperarse de sus lesiones. Con la ayuda de Cyborg y la Dr. Veritas, Superman idea una manera de curar a Superboy. Se quita su armadura Kryptoniana, después, Superman la coloca en Superboy. Ambos se dan cuenta de que la armadura es lo único que puede mantener con vida a Superboy, ya que H'El le causó graves daños a la estructura celular de Superboy. De repente, aparece H'El y lanza a Superman y Superboy fuera de la Fortaleza.
H'El trae a Supergirl a la Fortaleza y le pide que le ayude en su plan para salvar a Krypton. Para hacer eso, primero tienen que recuperar un cristal de la ciudad embotellada de Kandor. Entonces, como H'El no puede entrar en Kandor, le pide a Supergirl que lo haga. Él utiliza sus poderes para transportar a Supergirl a Kandor. Después de que ella recupera el cristal, Supergirl regresa a la Fortaleza. Comenzando a simpatizar con H'El, ella lo besa.
En busca de una manera de detener a H'El, Superman y Superboy viajan a la cárcel buscando a Lex Luthor. Luthor, quien está ligeramente desfigurado por un ataque previo de Superman, revela que H'El quiere viajar en el tiempo para evitar la destrucción de Krypton. Para ello, planea absorber la energía del sol, pero ocurrirá el colapso de todo el sistema solar. Luthor se burla de Superman con el hecho de que la única manera de detener H'El es matándolo, lo cual es algo que nunca va a hacer. Cuando Superman y Superboy salen de la cárcel, Superman llama a la Liga de la Justicia para ayudar a tomar de nuevo la Fortaleza.
La Liga de la Justicia ataca la fortaleza y Superman informa que pueden derrotar a H'El utilizando un trozo de kryptonita almacenado en la Fortaleza. H'El envía robots de seguridad contra la Liga, mientras Superboy y Batman llegan al hangar, donde se encuentra el fragmento. Sin embargo, H'El ya robó el fragmento. H'El activa una prisión alienígena que utiliza rayos de teletransporte para atrapar a sus objetivos en dimensiones paralelas perpetuas. Una de las vigas golpea a Superman. Superboy, entonces, entra en una de las vigas para rescatarlo. Superboy localiza a Superman y los dos son capaces de volver a casa, a sólo unos minutos después de que se fueron. Desafortunadamente, H'El ya ha terminado su máquina.
Flash intenta convencer a Supergirl que H'El solamente la está manipulando, pero ella lo ataca. Como su lucha es a través de la Fortaleza, Flash llega a imponerse pero H'El lo teletransporta de nuevo a la Watchtower de la Liga de la Justicia.
Superman y Superboy alcanzan a H'El y Supergirl. Superman intenta hacer razonar a Supergirl, pero H'El mueve la Fortaleza a una distancia de la Liga de la Justicia y activa su máquina.
Superman, Superboy y Wonder Woman luchan contra H'El cuando la máquina empieza drenar la energía del sol. H'El se lleva la armadura de Superboy y la coloca en Superman de nuevo, diciendo que Superman debe morir con dignidad. Como Superman pelea con H'El, la Mujer Maravilla va a ayudar a Superboy, que está muy herido sin la armadura. Como Supergirl lo ataca, Superboy intenta razonar con ella, pero ella no lo escucha. La Mujer Maravilla ataca a Supergirl mientras Superboy va a la máquina de H'El, con la intención de destruirla.
La Mujer Maravilla sigue luchando con Supergirl, la somete con su lazo, obligándola a ver que el plan de H'El destruirá la Tierra. H'El, entonces, no se preocupa por la tierra y Supergirl debe elegir entre volver a Krypton o ayudar a la Liga de la Justicia.
Después de recibir un golpe de H'El, Superman es lanzado a la órbita de la Tierra. Allí, conoce a una entidad cósmica conocida como Oracle, que le da una visión del plan de H'El con éxito. Al desaparecer Oracle, Superman regresa a la Tierra y sigue luchando contra H'El. Superboy logra destruir la máquina de H'El, mientras Supergirl apuñala a H'El con el fragmento de Kryptonita con el fin de compensar por ayudarle en su malévolo plan. Como H'El desaparece en el portal del tiempo que él creó, Supergirl cae enferma por envenenamiento con Kryptonita y Superman se la lleva a la Fortaleza para sanar sus heridas. En el epílogo, unos años antes de la destrucción de Krypton, un joven Jor-El encuentra a un H'El lesionado en una cueva.

## "Krypton Returns"
"Krypton Returns" es una historia que sigue los acontecimientos de H'El on Earth. Escrito por Lobdell, la historia comienza en Acción Comics Annual #2 y continua a través de Superboy # 25, Supergirl # 25, Superman # 25.
Después de los acontecimientos de H'El on Earth, H'El ha sido enviado antes de la destrucción de Krypton y diseña planes para cambiar la historia, por lo que Superman y sus aliados viajan al pasado con el fin de detenerlo. Krypton Returns también se vincula con la carrera de Lobdell en Teen Titans y Superman # 23.3, que contó con H'El en el evento Forever Evil.